# كيم مور
كيم مور هي لاعبة كرلنغ كندية، ولدت في 20 أكتوبر 1967.